# Vârful Mecikoveț
Mecikoveț (în bulgară: Мечковец, alte numii: Aydağ, Muntul ursuri din turcă, și Aida) este un vârf muntos in Munții Rodopi de Est, Bulgaria. Altitudine: 860 m.
Vârful Mecikoveț este vârful cel mai înalt în Munții Haskovo.